# Spielwarenmesse
Eine Spielwarenmesse, auch Spielemesse, ist ein meist jährlich abgehaltenes Forum für Hersteller, Handel, Verlage, Autoren, Presse und die Allgemeinheit rund um das Thema Spielwaren. Getrennt wird zwischen Publikumsmessen, die für jedermann zugänglich sind, und Fachmessen, bei denen der Zugang auf Fachpublikum beschränkt bleibt. Mischformen sind ebenfalls etabliert.
Die weltweit wichtigste Spielwarenmesse ist die jährlich im Februar stattfindende Nürnberger Spielwarenmesse, eine reine Fachmesse. Im Herbst findet die Toy Fair New York, Nordamerikas wichtigste Messe für Spielwaren, in New York City statt.
In Deutschland ebenfalls bedeutend sind die Internationalen Spieltage in Essen, die jedes Jahr im Herbst stattfinden, eine der bekanntesten Publikumsmessen zu diesem Thema.